# Isonychus elongatus
Isonychus elongatus är en skalbaggsart som beskrevs av Frey 1965. Isonychus elongatus ingår i släktet Isonychus och familjen Melolonthidae. Inga underarter finns listade i Catalogue of Life.